# تیم ملی فوتبال زیر ۱۷ سال ترکیه
تیم ملی فوتبال زیر ۱۷ سال ترکیه (انگلیسی: Turkey national under-17 football team) نماینده کشور ترکیه برای این رده سنی، در مسابقات بین‌المللی فوتبال است.
این تیم فوتبال تحت نظر فدراسیون فوتبال ترکیه به فعالیت می‌پردازد.